# Oxalis subacaulis
Oxalis subacaulis är en harsyreväxtart som beskrevs av John Gillies. Oxalis subacaulis ingår i släktet oxalisar, och familjen harsyreväxter. Inga underarter finns listade i Catalogue of Life.